# اختبار إيشيهارا
 اختبار إيشيهارا للألوان هو اختبار لاختلالات عمى الألوان للونين الأحمر-الأخضر. سمي هذا الاختبار على اسم الطبيب الياباني شينوبو إيشيهارا من جامعة طوكيو الذي قام بنشر أبحاثه عن هذا الاختبار في عام 1917.
يتكون الاختبار من مجموعة من الصورة تحوي بقع ملونة مختلفة الألوان والأحجام، وتحتوي الصورة عادة على واحد أو أكثر من الأرقام العربية ملون بلون مختلف عن باقي أجزاء الصورة، ويكون من الممكن مشاهدته من قبل شخص نظره سليم، ولكن ليس من قبل الأشخاص المصابين بعمى الألوان.
يتألف الاختبار كاملاً من 38 لوحة، ولكن يكون من الممكن الحكم على وجود حالة عمى ألوان بعد إجراء الاختبار على عدة لوحات.
هناك انتقادات لاختبار إيسيهارا على أنه يحتوي أرقام، قد لا يستطيع الأطفال الصغار قرائتها الذين لم يكونوا قد تعلموا قراءة الأرقام بعد.

## معرض الصور

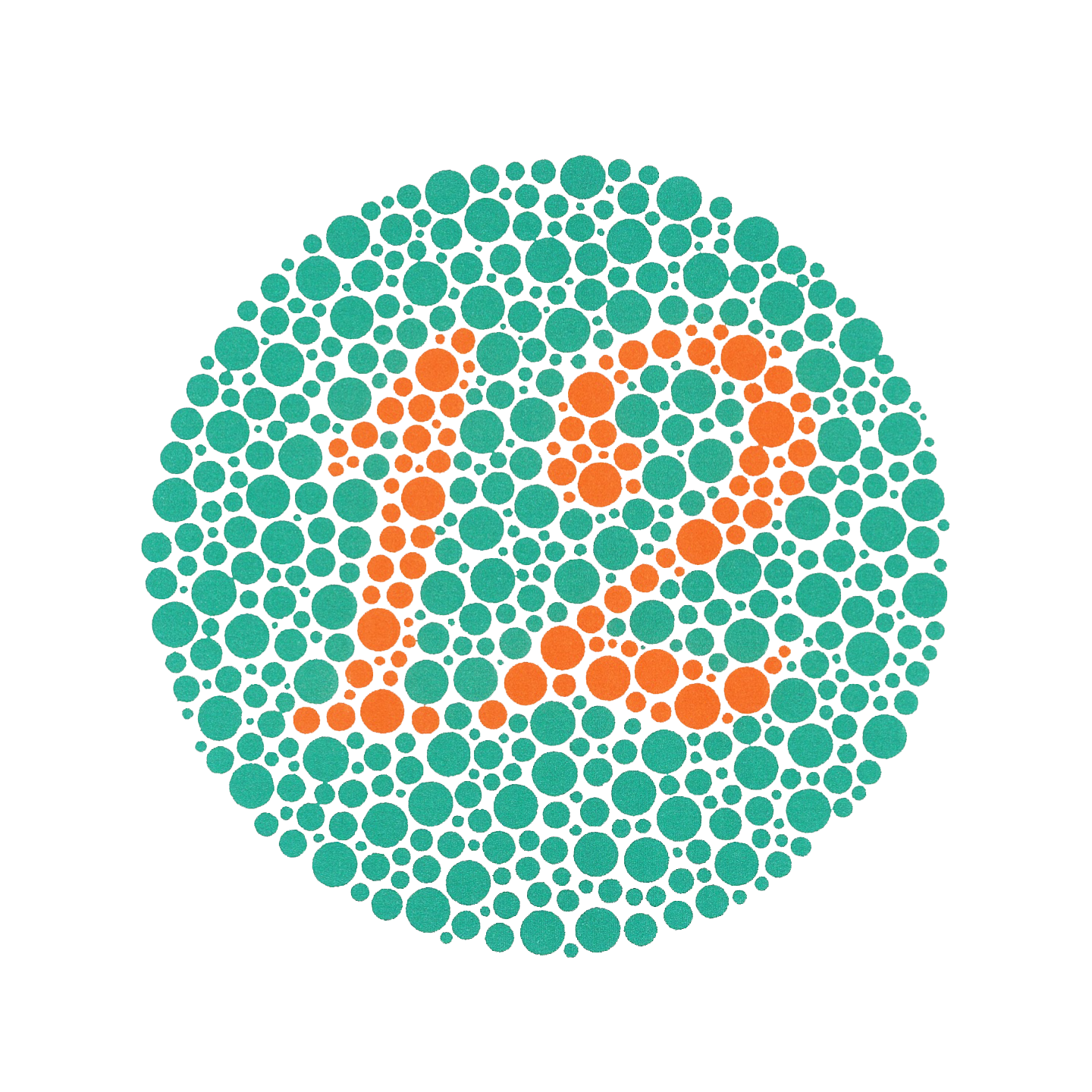
لوحة إيشيهارا رقم 1 (تحوي الرقم 12)
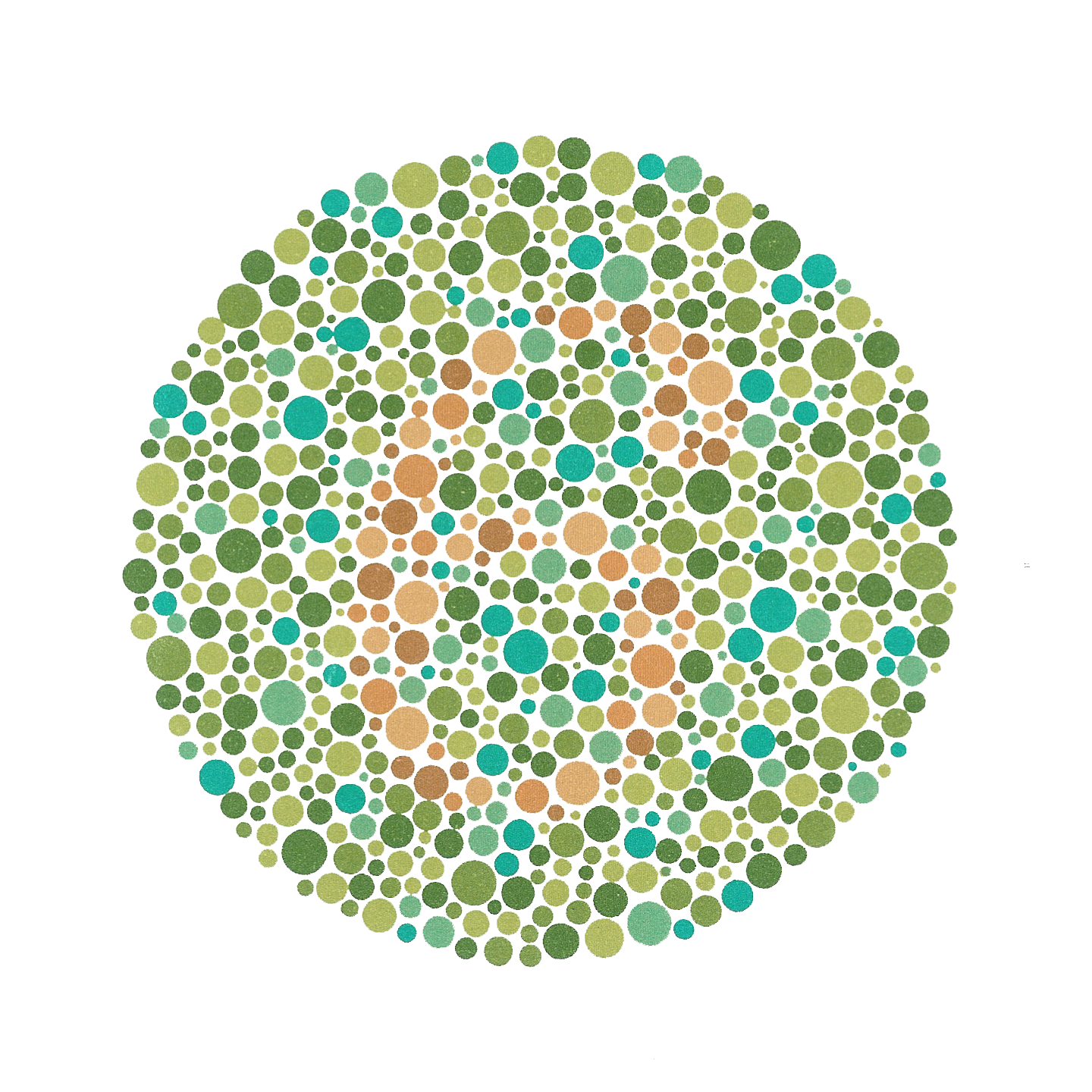
لوحة إيشيهارا رقم 11 (تحوي الرقم 6)
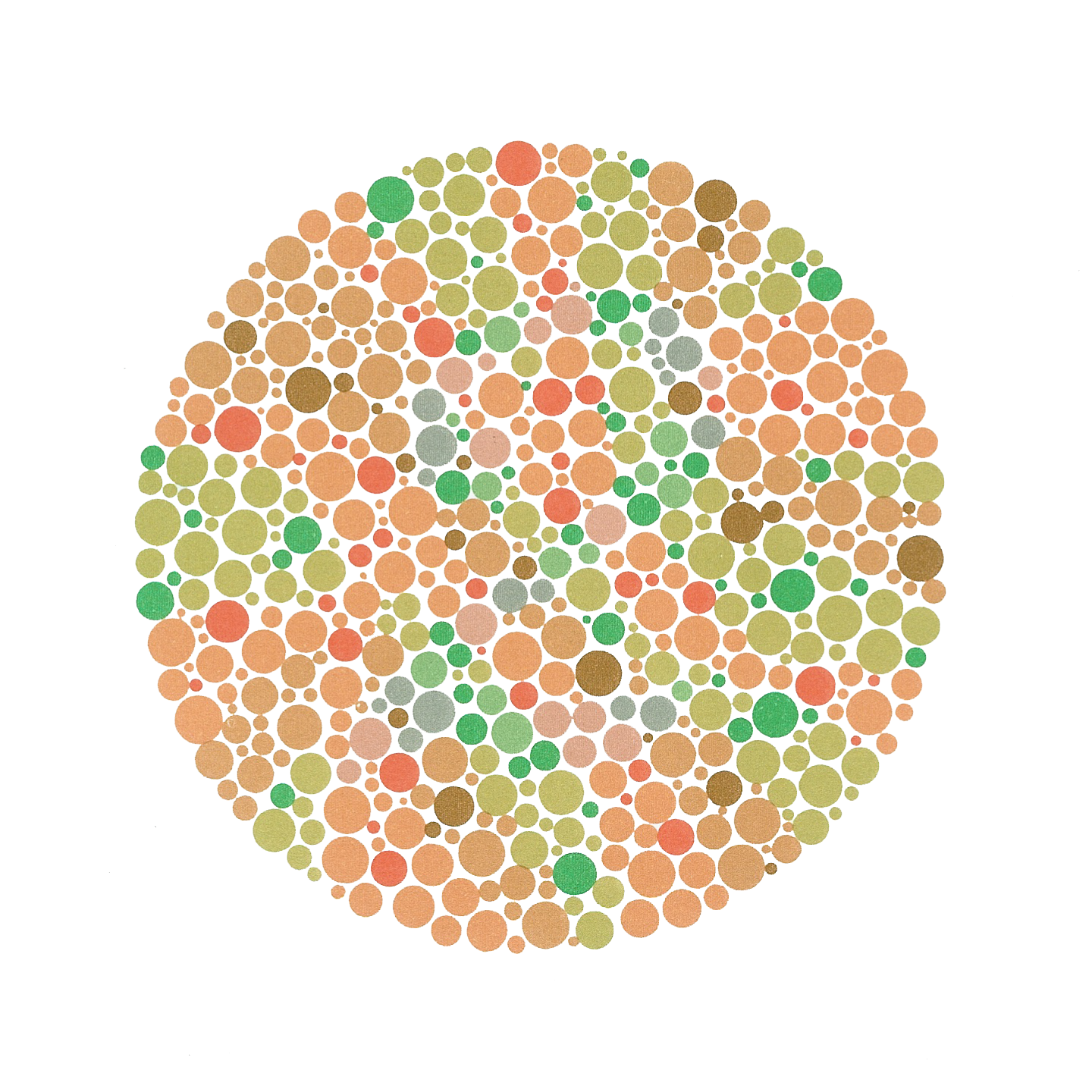
لوحة إيشيهارا رقم 19(لا شيء) (يراها الذي لا يستطيع التمييز بين الأحمر والأخضر الرقم 2)
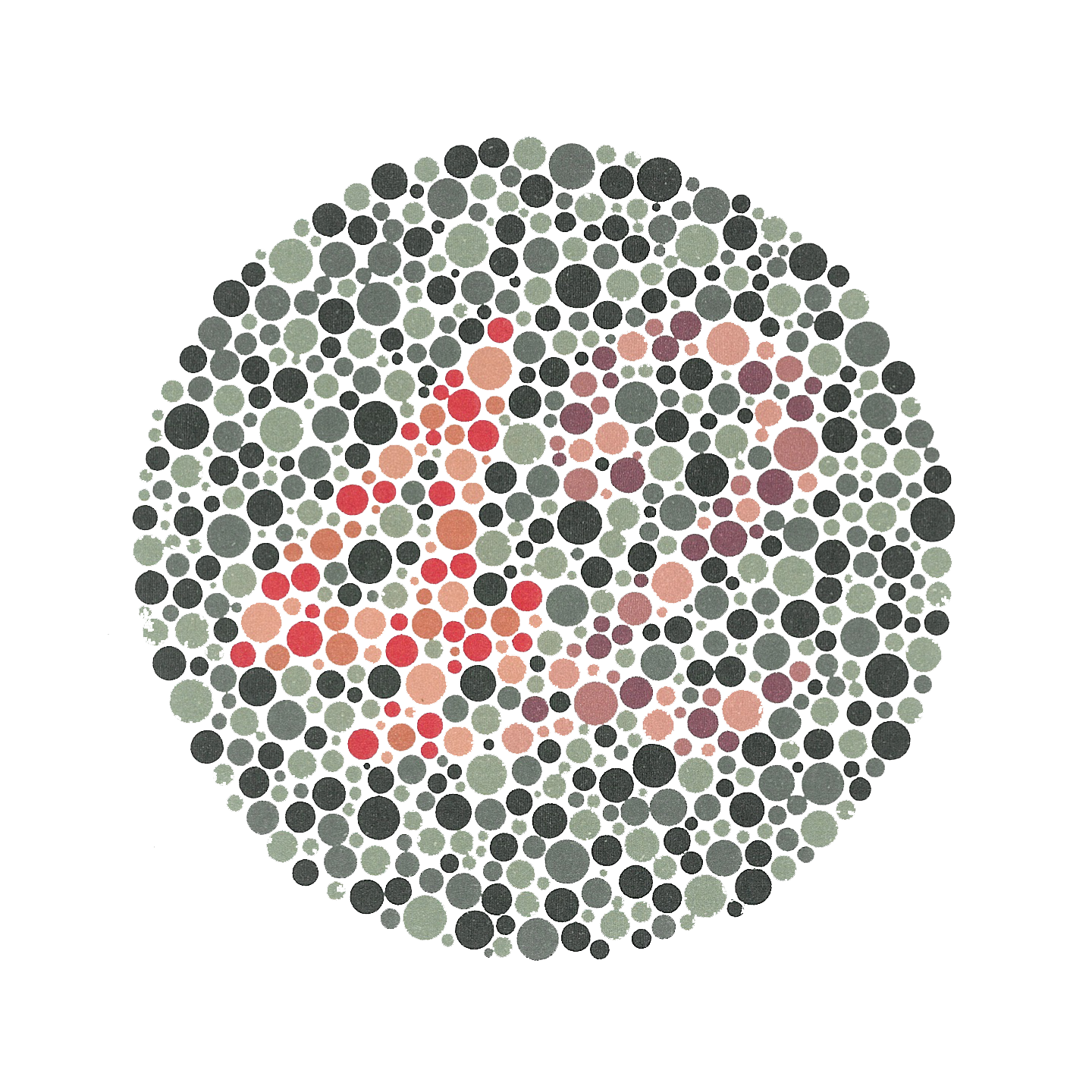
لوحة إيشيهارا رقم 23 (تحوي الرقم 42)

## وصلات خارجية
- معلومات عن اختبار إيشيهارا لعمى الألوان
- اختبار بديل لاختبار إيشيهارا